# 沈徳燮
沈 徳燮（しん とくしょう/シェン・デーシェ、沈德燮）は、中華民国空軍の軍人。字は少悦。

## 経歴
現在の福州市倉山区城門鎮出身。福州英華書院及び協和大学を経て、1913年7月、煙台海軍学校8期駕駛班卒業。同期には中山艦艦長として壮絶な最期を遂げた薩師俊がいる。1917年3月、南苑航空学校第2期卒業。1920年、北京航空事務処の主催で蔣逵、江光瀛、呂德英らとともにイギリスに留学。1921年6月、海軍部の主催で蔣逵とともにアメリカに留学。
1922年、保定航空隊（隊長：敖景文）航空練習班教官兼主任。23年冬、航空練習班は保定航空教練所（所長：鄧建中）となり、教育長。1924年3月19日、工兵上校。1924年4月、保定航空教練所所長。
1924年9月、中央航空司令部航空第2隊隊長。第2次奉直戦争に参加。10月、保定航空教練所は孫岳率いる国民軍第3軍に接収され、保定航空学校に改称。また、1925年1月に国民第三軍航空司令就任。
1925年12月6日、陸軍少将。
国民革命軍航空処に加入し、1927年4月に蒋達、黄静波と共に中央軍事政治学校航空籌備委員。同年10月1日、国民革命軍海軍航空処処長。軍事委員会軍政庁航空処飛機工廠長（1928年8月3日）、1929年9月、上海海軍總司令部飛機處處長。9月18日、中華航空協進第2回全国代表大会監察委員。11月、航空処飛行訓練班教官。
海軍航空処長（1930年4月1日）、飛行考試委員会主任委員（1931年春）、軍政部航空署軍務処長（1933年7月17日）を歴任。
1934年5月、南昌にて航空委員会が設立されると第一処（参謀処）処長。1935年9月4日、空軍上校。1936年1月、航空委員会は南京に移駐。1月14日、航空気象委員会第一処処長。
日中戦争勃発後の8月、南京第一空軍区司令。ただしこの時、沈は王叔銘、佟彦博とともに戦闘機200機・爆撃機100機の購入交渉のためソ連に赴いており、その間は職務を劉牧群に代行させていたものと思われる。
12月の南京陥落後、第一空軍区司令部は蘭州に移る。1939年1月、航空委員会訓練総監部総監。1940年5月25日、空軍少将。1941年3月26日、航空委員会副主任。1943年、カイロ会談に中国空軍代表として参加。
1945年2月、退役し中国航空公司総経理。同年8月、国際民航機臨時理事会儀出席。
1947年5月、中国航空公司高級顧問。国共内戦後、中国航空は香港に拠点を置く。1949年11月9日、中国航空のパイロットらが中共に転じた両航事件が起こり、11月15日、総経理に復帰。しかし中国航空は解散が決まり、香港にて清算事務を行う。1950年3月、香港にて一年ほど宝石店を経営し、台湾に渡った。

## 栄典
- 五等雲麾勲章（中国語版） 1937年1月1日[26]
- 三等雲麾勲章 1943年10月10日[27]
- 二等空軍復興栄誉勲章 1943年10月10日[27]
- 四等宝鼎勲章（中国語版） 1944年8月13日[28]

## 参考
- “国軍空軍少将介紹” (中国語).   中国黄埔軍官学校網. 2017年9月6日閲覧。
- 金智『青天白日旗下民國海軍的波濤起伏(1912-1945)』獨立作家出版、2015.5。ISBN：9789865729707
- 马毓福編著 (1994). 1908-1949中国军事航空. 航空工业出版社
- 盧克彰編著 (1974). 空軍建軍史話. 空軍總部政治作戰部
- 李天民 (1973). 中國航空掌故. 中國的空軍出版社

| 軍職        | 軍職                                        | 軍職        |
| ----------- | ------------------------------------------- | ----------- |
| 先代 王助   | 海軍航空処長 第2代：1930.4.1 - 1936.2.11    | 次代 陳文麟 |
| 先代 なし   | 航空委員会第1処処長 初代：1934.5 - 1937.5   | 次代 張有谷 |
| 先代 なし   | 第一空軍区司令部 初代：1937.8 - 1939.5      | 次代 黄秉衡 |
| 先代 毛邦初 | 航空委員会副主任 第4代?：1941.3.26 - 1943.1 | 次代 毛邦初 |